# Newseum
Le Newseum était un musée américain consacré à l'information et au journalisme, situé sur Pennsylvania Avenue au centre de Washington, D.C. aux États-Unis.
Le but de ce musée, financé par le Freedom Forum (en) — une fondation américaine non partisane consacrée à la « liberté de la presse, la liberté d'expression et la liberté de pensée » pour tous —
était d'« aider le public et les médias à se comprendre réciproquement. »
Ouvert le 18 avril 1997 à Rosslyn (en), dans la banlieue de Washington, le musée initial eut tant de succès qu'on décida quelques années plus tard de l'installer dans un nouveau bâtiment au centre de la capitale fédérale, et le nouveau musée ouvrit ses portes au public sur Pennsylvania Avenue le 11 avril 2008.
Ce nouveau bâtiment, qui coûta 450 millions de dollars, fut conçu par le designer Ralph Appelbaum (en), concepteur du premier musée à Rosslyn, et l'architecte James Polshek.
Il devait répondre à trois objectifs :
- célébrer le premier amendement de la Constitution des États-Unis[1], en particulier la protection de la liberté de la presse et de la liberté d'expression ;
- être remarquable par son architecture, reconnaissable et identifiable par tous les visiteurs ;
- créer un espace trois fois plus grand que le précédent.

Toutefois, à la suite de pertes financières colossales, le musée annonce début 2019 sa décision de vendre son immense bâtiment à l'Université Johns Hopkins et ferme ses portes le 31 décembre 2019 après 11 ans d'activité et près de 10 millions de visiteurs. Depuis lors, outre sa présence active sur Internet à travers son site web, le Newseum organise autour du monde des expositions itinérantes et est activement à la recherche d'un lieu propice à la reconduite de ses activités,.